# Andrey Borisovich Zubov
Andrei Borisovich Zubov (Андрей Борисович Зубов, sinh ngày 16 tháng 1 năm 1952 tại Moskva) là một sử gia và nhà chính trị học người Nga, cựu giáo sư tại viện quốc gia về quan hệ quốc tế ở Moskva (MGIMO).
Zubov dạy cho tới tháng 3 năm 2014 tại viện (MGIMO). Vào ngáy tháng 3 năm 2014 ông viết một bài trên tờ báo Wedomosti chỉ trích việc sáp nhập bán đảo Krym là „một cuộc mạo hiểm nguy hiểm" và so sánh hành động của Putin với việc sáp nhập Áo vào năm 1938 của Hitler. Vì bài chỉ trích này viện MGIMO đã cho Zubov nghỉ dạy.
Trong một cuộc phỏng vấn trên đài truyền thanh, Andrey Zubov nói về những lý do đưa đến việc Putin quyết định như vậy. Ông cho là mục đích của Putin chủ yếu không phải là để chiếm lại lãnh thổ, mà muốn chia rẽ người Nga và người Ukraina. Với những việc bôi xấu những người hoạt động trong phong trào Euromaidan, Putin muốn ngăn cản những phong trào phản đối không lan ra ở Nga.